# Jackson Jackals
I Jackson Jackals sono stati una franchigia di pallacanestro della USBL, con sede a Jackson, nel Tennessee, attivi nel 1995.
Disputarono un solo campionato, nel 1995, terminando la regular season  con un record di 11-15. Si sciolsero alla fine del campionato.

## Stagioni
| Stagione | Lega | Denominazione   | V  | P  | %    | Piazzamento | Play-off |
| -------- | ---- | --------------- | -- | -- | ---- | ----------- | -------- |
| 1995     | USBL | Jackson Jackals | 11 | 15 | 42,3 | 5º          | -        |